# Shurland David
Shurland David (né le 19 août 1974 à Trinité-et-Tobago) est un footballeur international trinidadien, qui évoluait au poste de défenseur.

## Biographie

### Carrière en sélection
Avec l'équipe de Trinité-et-Tobago, il joue 44 matchs (pour aucun but inscrit) entre 1998 et 2000. 
Il figure dans le groupe des sélectionnés lors des Gold Cup de 1998 et de 2000. Il atteint les demi-finales de cette compétition en 2000.
Il joue également 10 matchs comptant pour les tours préliminaires de la coupe du monde 2002.

## Palmarès
| San Juan Jabloteh - Coupe FCB de Trinité-et-Tobago (1) : - Vainqueur : 2000. |  | Joe Public - Championnat de Trinité-et-Tobago (1) : - Champion : 1998. - CFU Club Championship (1) : - Vainqueur : 1998. |  | Caledonia AIA - Coupe Pro Bowl de Trinité-et-Tobago : - Finaliste : 2002. |